# 화천초등학교
화천초등학교는 대한민국 강원특별자치도 화천군에 있는 공립 초등학교이다.

## 연혁
- 1906년 5월 1일 사립 화동학교 개교
- 1912년 3월 8일 화천공립보통학교 인가
- 1938년 4월 1일 화천공립심상소학교 개칭
- 1941년 4월 1일 화천공립국민학교 개칭
- 1954년 5월 8일 화천국민학교로 수복 개교
- 1981년 2월 20일 병설유치원 3학급 인가
- 1996년 3월 1일 화천초등학교로 개명
- 1999년 3월 1일 대붕초등학교, 신명분교장, 동촌분교장 통폐합(35명)
- 1999년 9월 1일 논미분교장 편입(3학급 23명)
- 2000년 9월 1일 신풍초등학교 통폐합(3학급 25명)
- 2001년 12월 31일 현대화 사범학교 준공
- 2009년 2월 13일 영어체험교실 개관
- 2012년 2월 10일 제89회 졸업(연 9,580명)
- 2013년 2월 7일 제90회 졸업
- 2024년 3월 4일 논미분교와 통폐합